# Andrzej Madela
Andrzej Madela (* 22. Juli 1958 in Polen) ist ein deutscher Germanist und Historiker. Von 1993 bis 1995 war er Redakteur der neurechten Zeitschrift Junge Freiheit.

## Studium und Berufstätigkeit
Andrzej Madela studierte von 1977 bis 1981 Germanistik und Geschichte in Ost-Berlin und Wrocław. Seine Diplomarbeit behandelte die DDR-Dramatik der 60er Jahre. Von 1982 bis 1984 arbeitete er in Dresden als Produktionshelfer und Stanzer, von 1984 bis 1988 ebenda als Lehrer. 1987 promovierte er bei Norbert Honsza an der Universität Breslau mit einer Arbeit zum Traditionswandel in der DDR-Literatur. Von 1988 bis 1990 war er Referent beim Polnischen Kulturzentrum in Berlin (dort zuständig für Film und Literatur), anschließend Mitarbeiter der dem Bündnis 90 nahestehenden Monatszeitschrift „CONstructiv“, bei der er den Bereich 'Interview und Essay' verantwortete.
Von 1993 bis 1995 war er Redakteur der neurechten Zeitschrift Junge Freiheit, die kurz zuvor auf wöchentliches Erscheinen umgestellt worden war. Er prägte dort den liberalen Kurs der Redaktion, forcierte den Bruch mit deren radikalem Flügel (Andreas Molau, Hans-Ulrich Kopp, Markus Zehme) und gewann für die Zeitung Autoren aus dem linken und liberalen Lager (Wolfgang Templin, Herbert Ammon, Bernd Rabehl). Nach Differenzen mit dem Chefredakteur Dieter Stein gab er seinen Redakteursposten auf und wechselte in die freie Wirtschaft, wo er seitdem im Osteuropageschäft tätig ist.

## Madelas Positionen in den Debatten nach 1989

### Postmoderne als nationale Chance
Madela beschäftigte sich unter anderem mit dem Zusammenbruch des Kommunismus und den ihn begleitenden Phänomenen. Er gilt als Befürworter einer rationalen Öffnung gegenüber der Postmoderne. Zu deren bleibenden Folgen zählt er u. a. den Sieg der Zivilgesellschaft über deren sowjetisierten Gegenentwurf. Aus der Implosion des Ostblocks leitete er einen befreienden Effekt für die modernitätsbewusste Rechte ab. Dabei legte er ihr einen radikalen Abschied von Geschichtsvorstellungen nahe, wie sie der Ost-West-Konflikt massenhaft produzierte. Für seine frühen Arbeiten nutzte er die Thesen des US-Politikwissenschaftlers Francis Fukuyama vom „Ende der Geschichte“ und verband sie mit Überlegungen zu Freiheitspotentialen einer offenen Gesellschaft. Im Gegensatz zur jüngeren liberalen Zeitgeschichtsschreibung hielt er aber am nationalen Charakter der Postmoderne fest. So erscheint in seinen Aufsätzen das Umbruchjahr 1989 als Ergebnis zwar vielfältiger, aber national fundierter Bestrebungen der osteuropäischen Gesellschaften, die faktische Abhängigkeit ihrer Länder von der Sowjetunion abzuschütteln.
Der historische Wegfall des kaltkriegerischen Konflikts hat aus seiner Sicht die Alternativen zur Zivilgesellschaft erheblich reduziert und für eine auffällige Annäherung der bis dato stark unterschiedlichen politischen Positionen gesorgt. So diagnostizierte er für das breite Spektrum des westdeutschen Patriotismus zwischen Jürgen Habermas und Karlheinz Weißmann eine gemeinsame Zunahme rational-nüchterner („kalter“), emotionsferner Faktoren bei gleichzeitigem Schwund der unmittelbar erlebbaren („heißen“) Sphäre. Deren Verlust müsse der neue deutsche Kulturpatriotismus folglich mit gesteigerter Intellektualität und übermäßiger Geschichtsfixiertheit ausgleichen. Letztlich entscheide aber das negative Kriterium – der unterschiedliche „Kältegrad“ – über die heutige Erkennbarkeit des jeweiligen Standpunkts.

### Kulturelle Kontinuität und politischer Bruch
Einen Fixpunkt seiner Interessen bildet die Frage nach Kontinuität und Wandlung im kulturell-politischen Raum. Er untersuchte u. a. die Deutschen-Bilder im polnischen Nachkriegsfilm 1946–1988, Fortsetzungen und Brüche der DDR-Literatur im Umgang mit Klassik und Romantik sowie die mentale Hinterlassenschaft des osteuropäischen Totalitarismus. Als Literaturkritiker befasste er sich unter anderem mit der geistig-handwerklichen Kontinuität bei Marcel Reich-Ranicki zwischen dessen Parteidienst in Polen und Politikferne in Deutschland. Dessen überragenden Erfolg erklärt er gerade mit den Eigenschaften, die Ranicki als stalinistischer Kulturfunktionär ins freiheitliche Westdeutschland hinübergerettet habe. Diese Eigenschaften, nun als gepflegte Humanität fern jeglicher Tagespolitik geboten, hätten dem westdeutschen Publikum einen Schein bildungsbürgerlicher Kontinuität zwischen Tradition und Postmoderne vorgegaukelt.
Den allmählichen Wertverfall einstiger antikommunistischer Kunst sieht er vor allem in deren Realismusflucht begründet. Als Schöpferin ideeller Gegenentwürfe zur politischen Praxis des Kommunismus bliebe sie lediglich dessen Kehrseite und komme von (ebenfalls ideologiebelasteten) Utopie-Projekten nicht los. Die Kultur des nachkommunistischen Zeitalters hingegen beschreibt er als ein allmähliches Schwinden national-romantisch überfrachteter Projekte und Meistererzählungen, die einem ideologiefreieren Werk- und Weltverständnis Platz machten. Madela verbucht den Schwund des bipolaren Weltverständnisses und die Niederlage des Utopie-Projekts in Ost und West als einen Gewinn an künstlerischer Freiheit und ästhetischer Qualität. Gerade am Werk einer Generation, deren schriftstellerischer Aufstieg 1989/1990 mit dem Verfall des Utopie-Projekts zusammenfalle (Jirgl, Anderson, Schulze), macht er eine neue Hinwendung zum sprachlichen Experiment sowie zu einer Erinnerungsarbeit aus, die weit über die "gestanzten Gedächtnisnormative" der Ausläufer der Gruppe 47 hinausgehe.

### Totalitarismus in Osteuropa
In der Beschäftigung mit dem osteuropäischen Totalitarismus erregte er 1990 Aufsehen, als er den kommunistischen Durchbruch in Osteuropa 1948/1949 – entgegen der weit verbreiteten Meinung – auf populistischen Maximalismus der Massengesellschaft und ihre mehrheitliche Zustimmung zum stalinistischen Maßnahmenstaat zurückführte. Im Widerspruch zu einem Teil der polnischen Zeitgeschichtsschreibung (etwa zu Bogdan Musial, der die Vertreibungen dem maßgeblichen Einfluss der Sowjets auf die polnische Führung zuschreibt) hält er an seiner These fest, die Deutschenvertreibungen aus Polen 1945–1948 seien hauptsächlich Ethnische Säuberungen und aus dem Interesse am national einheitlichen Staat hervorgegangen; auch seien sie ihrem Charakter nach am ehesten noch den post-jugoslawischen Verwerfungen der frühen 90er Jahre vergleichbar. Die Ursprünge beider europäischer Totalitarismen verortet er im Geisteserbe der Aufklärung, das er als Vereinigung von ethnisch motiviertem Social Engineering, militantem Rationalismus und aggressiver Staatsideologie beschreibt.

### Spezifik des osteuropäischen Kulturraums
Madela deutet die osteuropäische Erinnerungskultur der letzten Jahre als eine Emanzipationsbewegung, bei der die neuen EU-Mitglieder die Rolle des kulturell und politisch rückständigen Neulings allmählich abstreiften. Diesen Prozess verankert er politisch im Sieg der dortigen Bürgerrechtsbewegungen und kulturell in der grundlegenden Aufarbeitung der osteuropäischen Diktaturen 1944–1989. Dadurch gelinge in Osteuropa die Synthese von überliefertem Nationalbewusstsein und fortschreitender Europäisierung gegenüber der „altunionalen“ Gemeinschaft vielfach überzeugender. Zu den vier hervorstechenden Merkmalen gemeinsamer osteuropäischer Erinnerungskultur rechnet er: eine weitgehende „Gleichstellung von Katyn und Auschwitz“ (d. h. von Opfern kommunistischen und nationalsozialistischen Vernichtungswillens); die Verdrängung traditioneller Opfergruppen aus dem Bewusstsein der Allgemeinheit; die auffällige Agilität von Staat, Kultur und Medien in der jeweiligen nationalen Geschichtspolitik sowie eine fortschreitende „Selbst-Viktimisierung“ (Herausstellung eigener Opferrolle) osteuropäischer Völker im Geschichtsprozess 1939–1989.

## Rezeption und politische Einordnung
Der Politikwissenschaftler Helmut Kellershohn beschrieb Madela als einen Modernisierer der neurechten Position, der die Debatten liberaler Prägung in die Sprache der konservativen Politik übersetzt habe; dabei sei seine rational-entmythologisierende Absicht gegenüber dem eigenen politischen Milieu deutlich erkennbar.
Den modernisierend-vermittelnden Aspekt, allerdings stärker festgelegt auf politische Beziehungen zwischen Polen und Deutschland, betont auch der Soziologe Lukasz Kumiega, der Madela gleichzeitig eine Vorreiterrolle bei der Formung des Bildes der polnischen Rechten im deutschen Mediendiskurs zuschreibt.